# Huaben
Le huaben (chinois simplifié : 话本 ; chinois traditionnel : 話本 ; pinyin : huà běn) est en Chine un genre de conte en langue vulgaire Setsuwa (chinois simplifié : 说话 ; chinois traditionnel : 說話 ; pinyin : shuō huà), issu du conte oral de la dynastie Song. Les plus anciens recueils de huaben datent de la dynastie Ming.

## Du conte oral sous les Song auhuaben
Dans les deux capitales successives des Song, Kaifeng et Hangzhou, existaient des quartiers de divertissement où étaient données différentes sortes de spectacles, parmi lesquels des séances de contes. Les conteurs étaient spécialisés par genres. Certains racontaient des contes historiques, dont les thèmes étaient souvent puisés dans l'histoire des Trois Royaumes (220 — 265) ou celle des Cinq Dynasties (907 — 960), en plusieurs séances, parfois sur plusieurs semaines. D'autres avaient pour spécialité les récits bouddhiques, héritiers des anciens bianwen. Enfin il existait une catégorie de conteurs dont les récits courts tenaient en une seule séance. Ces récits étaient eux-mêmes divisés en sous-genre, tels que les histoires de bandits, les histoires fantastiques de fantômes et démons, les histoires d'amour, etc.,
Les huaben sont des contes écrits, en langue vulgaire. Leurs auteurs sont des lettrés, reprenant les codes du conte oral des Song et des Yuan, par exemple l'adresse du conteur à son public. En général un poème (ou une série de poèmes) sert de prologue, une introduction en prose lui fait suite, puis un autre prologue sous forme d'histoire, avant l'histoire principale, qui se conclut par un autre poème. Les huaben ont subi l'influence à la fois des bianwen et des chuanqi des Tang et des Cinq dynasties, et ont eux-mêmes influencé le théâtre ou les nouvelles en langue classique des xvie et xviie siècles.

## Les premiershuaben— LesContes de la montagne sereine
Les Contes de la Montagne sereine (ou Qingpingshantang huaben, appelés aussi Liushijia xiaoshuo), édités vers 1550 par Hong Pian, bibliophile de Hangzhou, sont le plus ancien recueil de huaben connu. Certains des textes dateraient de la dynastie Song et de la dynastie Yuan, avec des remaniements datant de la dynastie Ming. Ils présentent un intérêt particulier dans la mesure où ils sont le premier témoignage de la mise par écrit des contes oraux,. Toutefois pour l'un des spécialistes de la littérature vernaculaire, Patrick Hanan, les plus anciens huaben, contenus dans les Contes de la Montagne sereine et dans les recueils de Feng Menglong, dateraient des Yuan et du début des Ming (jusque vers 1450). Ces premiers huaben n'affichent pas d'intention moralisante ou édifiante. Certains sont des histoires d'amour, généralement entre un lettré et une courtisane, ou une jeune fille de bonne famille, ou encore avec un esprit, comme dans La Guanyin de jade. D'autres sont des histoires de démons, dans lesquelles un jeune homme est généralement subjugué par un démon ayant pris une forme féminine, avant d'être chassé par un exorciste. Le Serpent blanc est une variante de ce thème. D'autres huaben racontent des cas judiciaires, dans lesquels un crime est puni, d'autres enfin sont des histoires de bandits et autres voleurs.
Les autres histoires contenues dans les Contes de la Montagne sereine (environ la moitié des soixante histoires originelles étant parvenues jusqu'à nous) dateraient de 1450 à 1550 environ. Une partie forme un ensemble écrit par un seul auteur, un lettré, les histoires étant centrées sur cette même classe lettrée. Le reste est d'origine diverse. Certains contes sont ainsi des récits édifiants à l'adresse de la classe marchande, d'autres encore ont un caractère religieux.
Il existe sous les Ming plusieurs recueils d'affaires judiciaires. Un seul les présente sous forme de huaben : le Baijia Gong'an (« les Cent Affaires », 1594) mettant en scène le célèbre juge Bao.
Un autre recueil de huaben est le Datang Sanzang fashi qujing ji (Récits du maître Tripitaka, des grands Tang, qui partit chercher les soutras)[réf. nécessaire].

## LesSan Yan Er Pai
Mais ce sont surtout Feng Menglong (1574-1646) et Ling Mengchu (1580-1644) qui ont assuré la fortune littéraire du huaben, avec un ensemble de recueils connu sous le nom de San Yan Er Pai (« les Trois Yan et les Deux Pai »).

### Feng Menglong et lesTrois propos
Feng Menglong s'est inspiré des Contes de la montagne sereine en faisant paraître une série de trois recueils de quarante huaben chacun, réunis sous le titre de Trois propos, en 1620, 1624 et 1627. Il est sans doute l'auteur direct de plus d'une trentaine de ces contes (ce sont les ni huaben, ou « huaben à l'ancienne »), souvent tirés de contes en langue classique (chuanqi). Les principaux personnages des contes de Feng sont souvent des hommes d'action, au grand cœur ou patriotes, ou encore des lettrés ayant exercé de hautes fonctions, tels Su Shi ou Wang Anshi. Feng Menglong ayant lui-même régulièrement échoué aux examens, le lettré de talent mais malchanceux est lui aussi le personnage principal de certains contes. Des histoires d'amour aux histoires policières, l'ensemble offre un tableau plein de verve et de fraicheur de la société. Se faisant tout à la fois éditeur et auteur, Feng Menglong porte le genre au plus haut niveau de la littérature de divertissement en langue vulgaire.
Dans le troisième recueil des Trois propos, Propos éternels pour éveiller le monde, vingt-deux des contes sont sans doute l'œuvre d'un autre auteur, Xi Langxian. Langxian a une préférence pour les histoires aux thèmes bouddhistes ou taoïstes, ainsi que pour les histoires illustrant la morale confucéenne. Langxian est par ailleurs sans doute l'auteur d'un autre recueil de huaben, le Shi dian tou (zh) (Les Pierres hochent la tête). Dans ce recueil la conduite exemplaire des personnages dans des situations extraordinaires est censé émouvoir même les pierres.

### Ling Mengchu et lePai'an jingqi
Le succès commercial de l'entreprise de Feng Menglong a inspiré Ling Mengchu, qui fait paraître deux volumes de quarante récits chacun en 1628 et 1633. L'ensemble s'intitule Pai'an jingqi, ou Frapper la table d'étonnement en s'écriant : « Extraordinaire ! ». Ling a une conception personnelle d'un « extraordinaire » ayant comme cadre le quotidien, à l'image de ce personnage poursuivi par la malchance et qui finit par faire fortune grâce à un cageot de mandarines. À l'inverse de Feng, Ling Mengchu prend ses sources dans la littérature en chinois classique, réécrivant les histoires en langue vulgaire. Un bon nombre des récits de Feng sont des histoires d'amour ou relatent des changements de fortune, d'autres font la satire des manies ou des vices. Ses histoires de cas judiciaires (ou histoires « policières ») s'intéressent à la façon dont les crimes sont punis plutôt qu'à la recherche des coupables.

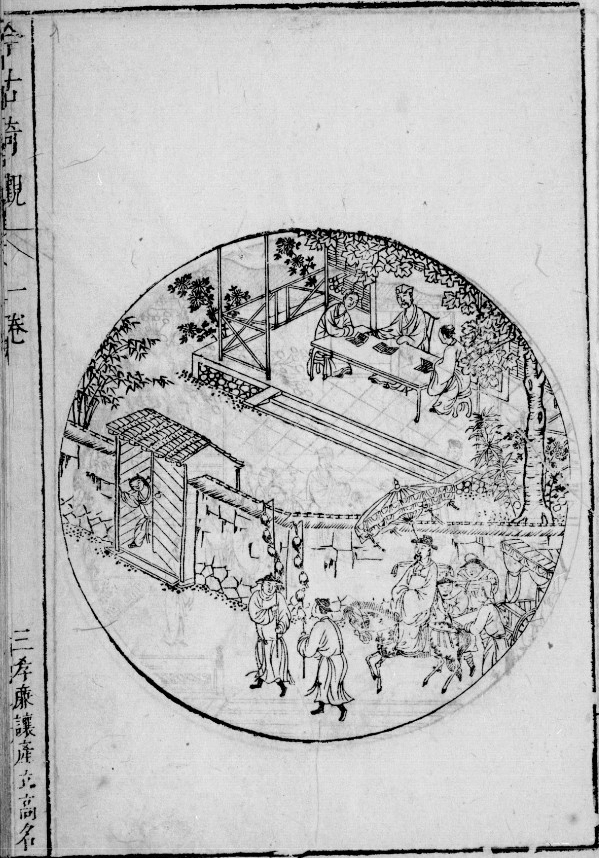
Illustration des Spectacles curieux d'aujourd'hui et d'autrefois, 1640-1644.

Vers 1640, une anthologie, Jingu qiguan ou Spectacles curieux d'aujourd'hui et d'autrefois, regroupant une quarantaine de récits extraits des volumes de Feng Menglong et Ling Mengchu, a connu un tel succès que les recueils originaux sont ensuite tombés dans l'oubli, jusqu'à leur redécouverte au xxe siècle.

## Recueils de la fin des Ming et des Qing
Le succès des recueils de Feng Menglong et Ling Mengchu a entrainé la parution d'une vingtaine d'autres recueils de huaben entre 1629 et 1650. En dépit de l'intérêt de certains d'entre eux, aucun n'égale la qualité des San Yan Er Pai. Une partie de ces recueils est de nature érotique, une autre a un caractère moralisant, certains combinant les deux aspects. Le Huanxi yuanjia (Plaisir et rancune, vers 1640) est le plus ancien de ces recueils au contenu érotique. Il contient des récits montrant comment l'amour peut tourner à l'aigre, et aller jusqu'à des manifestations de violence ou  de haine. Dans le groupe des recueils au contenu moralisant, le recueil Zuixing shui (La pierre qui éveille de l'ivresse) par exemple est l'œuvre d'un auteur loyal aux Ming et date du tout début de la dynastie Qing.
Avec ses deux recueils Théâtre du silence (Wushengxi (zh)) et Shi'er lou (Douze pavillons) Li Yu est le meilleur auteur de huaben des Qing. Humour, jeu sur les stéréotypes, point de vue personnel fortement affirmé sont certaines des caractéristiques originales de Li Yu dans ses récits. Il a adapté certaines de ses histoires au théâtre.
La période qui va de 1620 à 1660 est la grande époque des recueils de huaben, avec Feng Menglong, Xi Langxian et Ling Mengchu. Li Yu fait lui aussi preuve d'originalité, ainsi que quelques autres recueils du début des Qing. Le genre se survit ensuite jusqu'au xixe siècle, sans guère se renouveler, à l'exception des recueils de Shi Chengjin (vers 1659-1735), auteur du Yuhuaxiang (雨花香, Fleurs du Paradis) et du Tongtianle (通天樂, Comprendre les plaisirs divins), à tonalité bouddhiste, et de Du Gang, auteur d'un recueil paru en 1792.

## Traductions
- L'Antre aux fantômes des collines de l'Ouest. Sept contes chinois anciens (xiie – xive siècle), trad. André Lévy et René Goldman, Gallimard/Unesco, coll. « Connaissance de l'Orient », 1972. — Traduction du recueil des Contes en langue commune dans l'édition de la capitale (Jingben tongsu xiaoshuo (zh)). Le recueil en lui-même est sans doute un faux, mais les contes sont vraisemblablement authentiques[18].
- Sept Victimes pour un oiseau, et autres histoires policières, trad. André Lévy, Flammarion, « Aspects de l'Asie », 1981 — Contes tirés des Contes de la Montagne sereine et des Trois propos.
- Récits classiques, trad. Meng Juru, Zhang Yunshu, Zhang Ming, Hu Shuyun, Littérature chinoise, coll. « Panda », 1985.
- Contes de la Montagne sereine, trad. Jacques Dars, Gallimard, « Connaissance de l'Orient ».
- Le Poisson de jade et l'Épingle au phénix. Douze contes chinois du xviie siècle, trad. Rainier Lanselle, Gallimard, coll. « Connaissance de l'Orient », 1987 — Contes tirés des Histoires extraordinaires à en frapper sur la table de Ling Mengchu, de Plaisir et rancune (Huanxi yuanjia), de Tout pour l'amour (Yi pian xing), de La Vanité des choses de l'amour (Fengliu wu), de La pierre qui éveille de l'ivresse (Zuixing shui) et du Théâtre du silence de Li Yu.
- Le Cheval de jade. Quatre contes chinois du xviie siècle, trad. Rainier Lanselle, Philippe Picquier, 1987, rééd. 1991 — Traduction du recueil La Coupe qui reflète le monde (zh) (Zhaoshi bei, vers 1659-1660).
- Solange Cruveillé, « Voyage d’un lettré à la capitale », Impressions d'Extrême-Orient, numéro 1, 2010 [lire en ligne]